# کاهونه
کاهونه (به لاتین: Kahone) یک منطقهٔ مسکونی در سنگال است که در Kaolack واقع شده‌است. کاهونه ۵٬۸۵۲ نفر جمعیت دارد.